# Manuel Bulnes Pinto

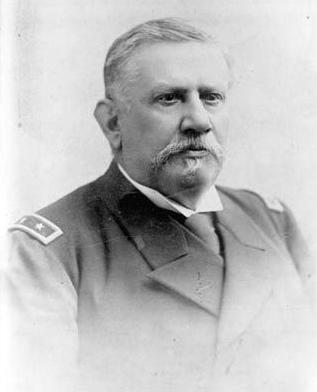
Manuel Bulnes Pinto (1842-1899)

Manuel Bulnes Pinto (Santiago, 10 juli 1842 - aldaar 18 april 1899) was een Chileens militair en politicus.

## Biografie

### Familie
Hij was de zoon van oud-president Manuel Bulnes Prieto (1799-1866) en Enriqueta Pinto Garmendia (1817-1904), dochter van oud-president Francisco Antonio Pinto (1785-1858) en zuster van oud-president Aníbal Pinto Garmendia (1825-1884).
In 1877 trouwde hij met Elena Saturnina del Carmen Calvo Cruchaga en had twee zoons.

### Opleiding
Bulnes bezocht het Colegio de los Padres Franceses en studeerde rechten in Frankrijk. Na zijn terugkeer in Chili nam hij dienst in bij de burgerwacht (1867) en daarna in het reguliere leger (1874) met de rang van sergeant-majoor.
In 1879 werd hij in de Kamer van Afgevaardigden gekozen. Hij nam actief deel aan de Salpeteroorlog (1879-1883) en werd krijgsgevangen genomen door het Peruaanse leger. Hij kwam vrij na een gevangenenruil.
Tijdens de Chileense burgeroorlog van 1891 vocht hij aan de zijde van het leger van het Congres tegen het regeringsleger van president José Manuel Balmaceda en werd gepromoveerd tot brigadegeneraal. Na de burgeroorlog was hij secretaris en chef van de generale staf. In de regering van president Federico Errázuriz Echaurren was hij minister van Oorlog en Marine (1896).
Hij overleed op 18 april 1899 in Santiago.

## Familie
Manuel Bulnes Pinto was getrouwd met Elena Calvo Cruchaga en had twee zoons. Zijn oudste zoon, Manuel Bulnes Calvo (†1927), was militair en evenals zijn vader brigadegeneraal. Alfonso Bulnes Calvo, zijn jongste zoon, was diplomaat en ambassadeur te Lima, Peru.